# Caridina vietriensis
Caridina vietriensis е вид десетоного от семейство Atyidae.

## Разпространение и местообитание
Видът е разпространен във Виетнам.
Обитава сладководни басейни и реки.